# Oberstes Gericht (Indien)

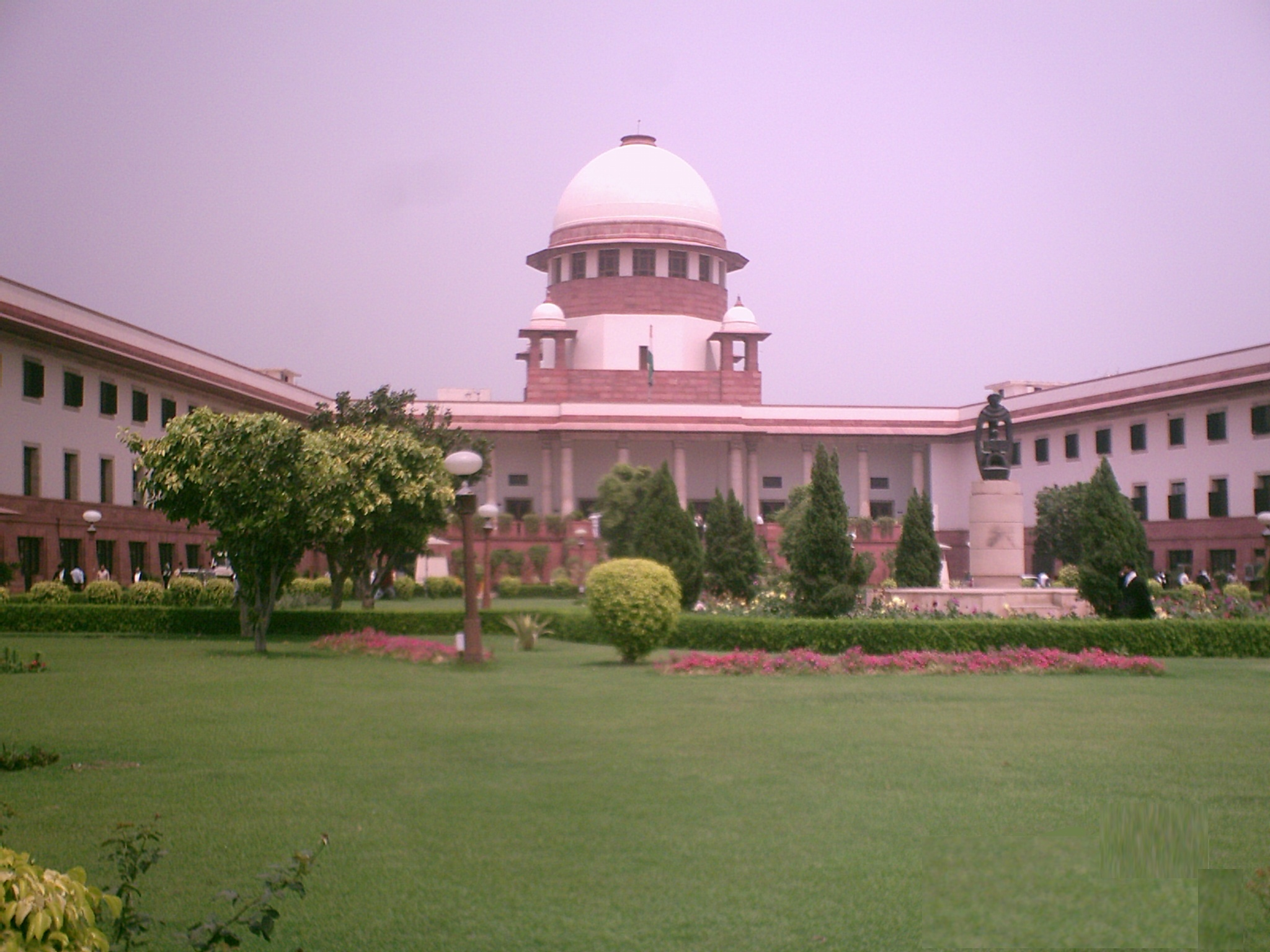
Der Supreme Court of India im Mai 2007

Das Oberste Gericht Indiens (Hindi भारत का उच्चतम न्यायालय, englisch Supreme Court of India) ist das höchste Gericht des Landes gemäß Teil V, Kapitel IV der Verfassung Indiens. Nach der Verfassung ist das Oberste Gericht ein Bundesgericht, Verfassungsgericht und höchste Rechtsmittelinstanz.
Zusammensetzung und Zuständigkeit ergeben sich aus den Artikeln 124 bis 147 der Verfassung.
Vorrangig ist das Oberste Gericht Rechtsmittelinstanz gegenüber Entscheidungen der Obergerichte (High Courts). Es ist jedoch auch möglich in Fällen ernsthafter Menschenrechtsverletzungen oder in ernsthaften eilbedürftiger Angelegenheiten Beschwerden am Obersten Gericht (writ petitions) anzubringen.

## Konstitution des Gerichts
Das Gericht wurde am 28. Januar 1950, zwei Tage nach Einführung der Verfassung, geschaffen. Das Gericht tagte bis 1958 in der (ehemaligen) Fürstenkammer des Parlaments, wo bereits 1937 bis 1950 seine Vorgängerinstitution, der Federal Court of India ansässig war. Es besteht eine eigene Rechtsanwaltskammer (Supreme Court Bar Association) mit deren derzeitigem Präsidenten M. N. Krishnamani.

## Zuständigkeit
Das Gericht besitzt erstinstanzliche Zuständigkeiten, Zuständigkeiten als Rechtsmittelinstanz und Zuständigkeiten zu Rechtsgutachten. Erstinstanzlich zuständig ist das Oberste Gericht für Streitigkeiten zwischen der Union und Einzelstaaten oder zwischen den Einzelstaaten. Das Gericht ist darüber hinaus gemäß Artikel 32 der Verfassung zur Durchsetzung der Grundrechte zuständig.

## Zusammensetzung
Das Gericht besteht aus dem Obersten Richter (Chief Justice of India) und weiteren Richtern, die vom indischen Präsidenten nach Beratung mit dem Obersten Richter ernannt werden. Die Richter müssen sich durch eine gewisse Zeit als Oberrichter oder Anwalt an einem Obergericht qualifiziert haben. Sie treten mit 65 Jahren in den Ruhestand. Die Spruchkörper bestehen aus drei, zum Teil aus fünf Richtern.